# 近藤玲子 (舞踊家)
近藤 玲子（こんどう れいこ、1923年4月28日 - 2009年8月19日）は、日本のダンサーでジャズダンス界の重鎮。日本ジャズダンス芸術協会の会長を務めた。東京出身。

## 来歴・人物
エリアナ・パヴロワの下でクラシック・バレエを学んだ。1949年に近藤玲子バレエ団を結成する一方、宝塚歌劇団で扇千景や淡島千景らにバレエを指導した。1964年10月5日から1997年12月1日までよみうりランドの水中バレエ劇場で総合プロデューサーを務めた。
2001年4月11日に八芳園で開かれた『近藤玲子喜寿のお祝とお花見の会』には淡島千景、岩谷時子、笈田敏夫、高英男、扇千景、眞帆志ぶき、池部良、江守徹、沢たまき、松島トモ子などが集まった。
2009年8月19日に脳腫瘍のため亡くなった。